# Abraham Cronhiort
Abraham Cronhiort, född 1 januari 1634 på Kokenhusen i Livland, död 12 november 1703 i Helsingfors, var en svensk friherre, militär och ämbetsman av balttyskt ursprung. Han var far till Carl Gustaf och Hans Henning Cronhjort samt svärfar till Johan Schaeij.
Abraham Cronhiort var son till översten Abraham Larsson Hirsch, adlad Cronhiort, och Dorotea Vellingk. Han blev volontär vid Närke-Värmlands regemente i Tyskland 1648 och fänrik vid regementet samma år. Hösten 1649 blev han student vid Rostocks universitet och 1651 vid Greifswalds universitet. Därefter återvände han till militärtjänsten och blev 1655 löjtnant vid Gustaf Adolf Lewenhaupts regemente i Livland. Han befordrade redan samma år till kapten, och då svenskarna 1656 efter ryssarnas angrepp trängdes tillbaka till Riga deltog han med utmärkelse i försvaret av staden och rekommenderades av såväl överbefälhavaren Magnus Gabriel De la Gardie och generalmajor Simon Grundel-Helmfelt till befordran. År 1657 övergick han till Strömholms och Ulvsunds läns dragoner där han blev kapten för ett kompani. Med regementet låg han under Karl X Gustavs första danska krig vid gränsen mot Norge. År 1658 utnämndes han till major vid den nyuppsatta bergsregementet. Han anslöt till regementet i Falun, deltog med regementet på tåget till Jämtland julen 1658 och återtåget därifrån i mars 1659 och ryckte som befälhavare för två kompanier in i Halmstad. Under den tid hans trupper var förlagda där inträffade flera deserteringar, för vilka skulden lades på Cronhiort som befälhavare över truppen.
På grund av detta "kasserades" han vid mönstring i augusti 1659. Cronhiort tog då avsked 1661 och begav sig utomlands, och vistades fram till 1666 på olika håll i Europa. Åren 1663-1664 var han kammarherre hos storhertigen av Toskana i Florens. Vid sin återkomst till Sverige erhöll han en överstelöjtnants pension, vilken indrogs 1669. Cronhiort begav sig då på nytt utomlands, inträdde 1670 i hertig Eberhard av Württembergs tjänst, blev överste för blåa regementet till fots i Württemberg, obervogt i amtet Kirchheim och överbefälhavare över infanteriet. Sedan Sverige blivit inblandat i fransk-nederländska kriget lämnade han dock sin tjänst och utsågs år 1676 till överste för Smålands dragonregemente, 1678 förflyttad till Kronobergs regemente och utmärkte sig som chef för regementena i skånska kriget. 1680 erhöll Cronhiort avsked ur sin württembergska tjänst. Under Cronhiorts tid genomfördes indelningsverket och det ständiga knekthållet vid hans regemente. 1696 förflyttades Cronhiort till Nylands och Tavastehus län som landshövding. Hans första år som landshövding sammanföll med det stora missväxtåret, då nattfrosterna i augusti förstörde större delen av skörden. Undsättning skickades från Sverige, men även här hade missväxten slagit hårt och mycket lite kunde sändas. Under vintern 1696-97 beräknas omkring 28.000 personer i hans län ha dött under den kalla vintern, innan spannmål från Sverige kunde sändas sedan isarna gått upp. Hösten 1696 hade Cronhiort upphöjts till friherrligt stånd.
Vid utbrottet av stora nordiska kriget fick Cronhiort lämna sin landshövdingebefattning för att som generalmajor ta befälet över armén i Ingermanland. Det visade sig dock att den nu 66-årige mannen som inte varit i fält på länge inte var i stånd att axla uppgiften. I december 1700 fick han order om att rycka fram mot Novgorod, samtidigt som Henning Rudolf Horn af Rantzien skulle från Narva rycka fram mot Augdov. Cronhiorts lilla armé om 5 000 stridande, främst rekryter, mötte dock ett effektivt motstånd, bland annat vid Vasilkova i februari 1701, och enda resultatet av hans offensiv blev en skoningslös härjning av det ryska gränslandet. Enbart i februari 1701 skall han ha förstört 1 500 ryska byar. Han tvingades dock redan samma månad att gå i vinterkvarter då hans trupper lidit hårt av strapatserna och den stränga kölden. Armén förlades i Ingermanland och Kexholms län och själv tog han huvudkvarter i Nyen. Kungen visade sitt tydliga missnöje med Cronhiort över hans misslyckande och klandrade honom för att han misslyckats med att inta Saris, "en lumpen herrgård av trähusuppbyggnad", trots att han tidigare talat om att inta ryska städer.
Först i juni 1701 stod Cronhiort redo att efter förstärkningar rycka fram, men trots detta kom någon offensiv till stånd, vare sig det handlade om svårigheterna med försörjningen eller oförmåga hos Cronhiort och armén blev i stort sett kvar på samma plats. Under tiden hade tsaren kunna rusta så pass att han själv kunde gå på offensiven. Till en början riktades offensiven mot Livland, och först mot hösten 1702 vände sig ryssarna mot Nöteborg och Cronhiorts trupper. Vid Ingrishov söder om Neva försökte Cronhiort stoppa ryssarnas väg men tvingades efter en dags strider 12 augusti att dra sig tillbaka. Därpå var vägen till Nöteborg fri. Kommendanten på Nöteborg hade tidigare begärt förstärkningar, men Cronhiort som inte trodde att en belägring av Nöteborg var möjlig hade vägrat. Nu sände han en styrka på 300 man, som aldrig hann fram innan belägringen inleddes. 12 oktober 1702 kapitulerade fästningen. Underrättelsen om Nöteborgs fall gjorde starkt intryck på Cronhiort. Baserat på lösa rykten om ryssarnas offensiv beslutade han nu att retirera. Staden Nyen, där stora förråd av livsmedel samlats brändes för att inte falla i fiendens händer. Alltfler klagomål över Cronhiorts sätt att sköta befälet strömmade nu in, men i väntan på kungligt beslut kunde inget göras. Först våren 1703 fråntog kungen Cronhiort befälet och lämnade detta åt generallöjtnant Georg Johan Maidel, men denne befann sig inte på plats och Cronhiort måste därför tills vidare fortsätta att kommendera armén.
Tillståndet blev nu ännu sämre av att det uppstod oenighet mellan underbefälhavarna och Cronhiort inte hade auktoritet nog att skapa ordning i oredan. I april ryckte ryssarna fram mot Nyenskans. Även denna gång dröjde undsättningen och hann inte komma fram, 2 maj föll fästningen och Sankt Petersburgs grundläggning kunde börja. Efter reträtten från Nyen hade Cronhiort intagit en stark ställning vid Systerbäck. Härifrån gjorde han i juni 1703 men återgick till sin skyddade ställning sedan han skingrat en styrka framsänd att skydda ryska arméns flank. Kort därefter ryckte tsaren själv fram i spetsen för en överlägsen styrka och tillfogade i slaget vid Systerbäck 9 juli Cronhiort ett kännbart nederlag, och tvingade honom att dra sig tillbaka.
Cronhiort var en driven amatörmålare men mycket av hans konst har gått förlorad genom åren. För Kläckeberga kyrka målade han tavlan föreställande Herdarnas besök hos den nyfödde Frälsaren som efter kyrkorenoveringen 1834 användes som tillfällig altartavla, numera är den åter placerad på södra långhusväggen.